# Unité urbaine de Saint-Julien-de-Concelles
L'unité urbaine de Saint-Julien-de-Concelles est une unité urbaine française qui fait partie du département de la Loire-Atlantique et de la région Pays de la Loire.

## Données globales
En 2010, selon l'Insee, l'unité urbaine était composée de deux communes.
En 2020, à la suite d'un nouveau zonage, elle est composée des deux mêmes communes.
En 2022, avec 16 363 habitants, elle représente la 5e unité urbaine du département de la Loire-Atlantique et occupe le 25e rang dans la région Pays de la Loire.
En 2019, sa densité de population s'élève à 205 hab/km2.

## Composition de l'unité urbaine en 2020
Elle est composée des deux communes suivantes :
| Nom                                | Code Insee | Département      | Statut       | Superficie (km2) | Population (dernière pop. légale) | Densité (hab./km2) | Modifier                                    |
| ---------------------------------- | ---------- | ---------------- | ------------ | ---------------- | --------------------------------- | ------------------ | ------------------------------------------- |
| Le Loroux-Bottereau (ville-centre) | 44084      | Loire-Atlantique | ville-centre | 45,31            | 8 595 (2022)                      | 190                | modifier les données · modifier les données |
| Saint-Julien-de-Concelles          | 44169      | Loire-Atlantique | banlieue     | 31,74            | 7 768 (2022)                      | 245                | modifier les données · modifier les données |

## Démographie
| 1968  | 1975  | 1982  | 1990  | 1999   | 2008   | 2013   | 2019   |
| ----- | ----- | ----- | ----- | ------ | ------ | ------ | ------ |
| 7 054 | 7 760 | 9 128 | 9 771 | 11 199 | 13 182 | 14 692 | 15 789 |

#### Données générales
- Unité urbaine
- Aire d'attraction d'une ville
- Aire urbaine (France)
- Liste des unités urbaines de France

#### Données démographiques en rapport avec la Loire-Atlantique
- Démographie de la Loire-Atlantique

#### Données démographiques en rapport avec l'unité urbaine de Saint-Julien-de-Concelles
- Aire d'attraction de Nantes
- Arrondissement de Nantes